# 고노산역
고노산역(일본어: 五ノ三駅)은 일본 아이치현 야토미시에 위치한 나고야 철도 비사이선의 철도역이다. 역 번호는 TB 10이며, 단선 승강장 1면 1선의 구조를 갖춘 지상역이다.

## 타는 곳
| ■ 비사이 선 | 하행 | 쓰시마 · 스카구치 · 나고야 방면 |
| ■ 비사이 선 | 상행 | 야토미 방면                     |

## 이용 현황
- 2013년 : 439명

## 역 주변
- 국도 제155호선
- 이온 타운 야토미

## 인접 역
| 나고야 철도 비사이선     | 나고야 철도 비사이선 | 나고야 철도 비사이선     |
| ------------------------ | -------------------- | ------------------------ |
| TB 11 야토미 야토미 방면 | ■ 비사이선           | 사야 TB 09 다마노이 방면 |